# Mata del fang

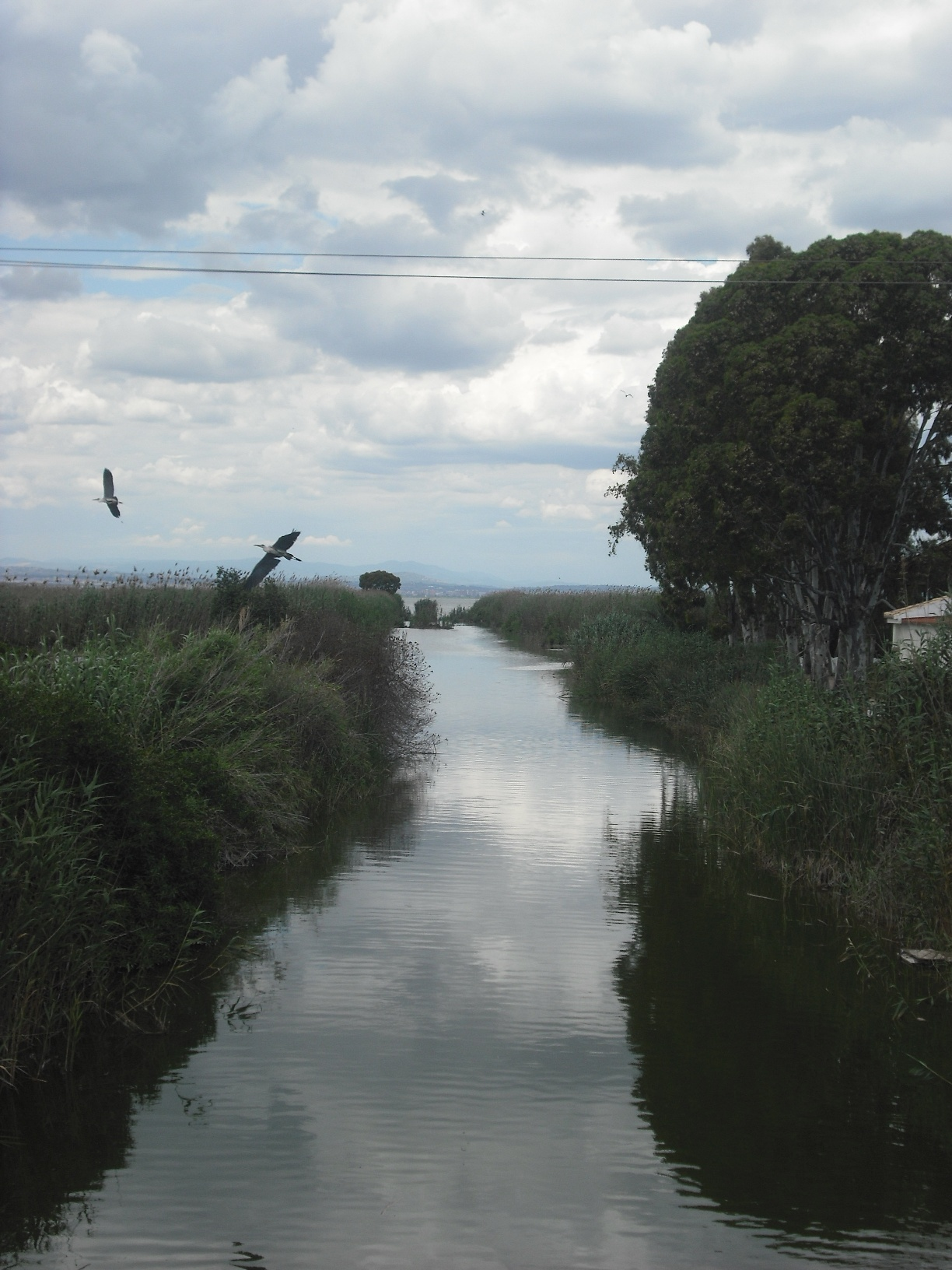
Séquia cap a la mata del Fang

La mata del Fang és la mata més extensa i important dins del Parc Natural de l'Albufera de València d'alt valor ecològic situada a la vora est, davant de la devesa i lloc de refugi i cria de gran quantitat d'aus. Es tracta d'un braç de terra en corba que delimita una llacuna menor dintre del llac de l'Albufera que renova les seues aigües, gràcies a xicotets rastres o passadissos que intercanvien l'aigua, com el rastre Vell, o els passadissos de l'Anxumara, de Llevant, de Ponent i de Coster.

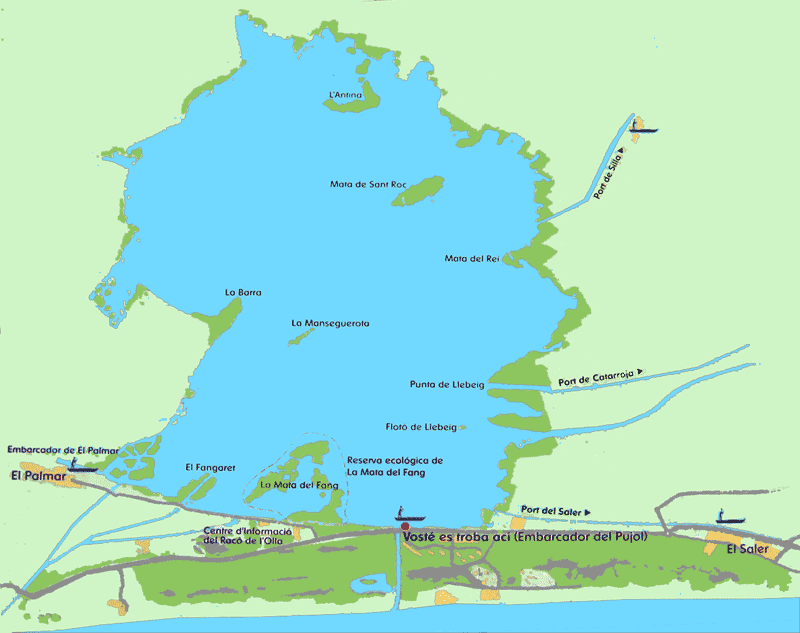
Plànol de l'Albufera de València

Situada a l'entorn del Centre d'Interpretació del Parc Natural Racó de l'Olla i del centre de recuperació de fauna del Saler, la mata del Fang és Reserva de protecció integral de fauna.

## Observació d'aus
A l'hivern la mata de Fang és un lloc d'elevada concentració d'anàtids: collverds, siverts, garses, corbs marins o arpellots de marjal. Des de la gola de Pujol és un bon punt per observar-les, així com des de la torre mirador del Racó de l'Olla, on podrem contemplar millor aquest espai.

## Aterraments
L'any 1999 hi hagué una denúncia per aterraments d'un dels rastres.